# Quirlblättrige Weißwurz
Die Quirlblättrige Weißwurz (Polygonatum verticillatum), auch Quirl-Weißwurz genannt, ist eine Pflanzenart aus der Gattung Weißwurzen (Polygonatum) innerhalb der Familie der Spargelgewächse (Asparagaceae).

## Beschreibung

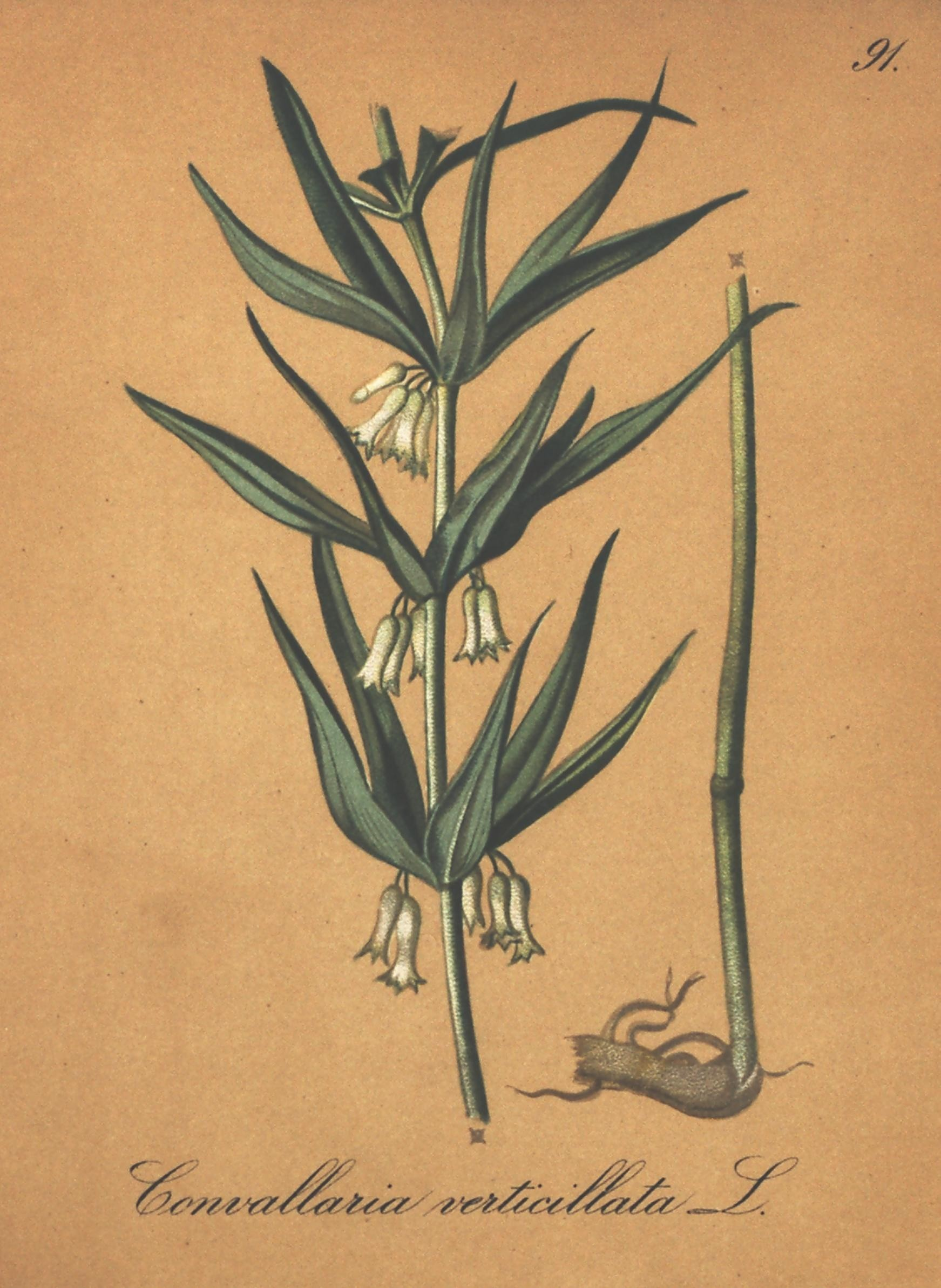
Illustration aus Die Alpenpflanzen nach der Natur gemalt, Tafel 91

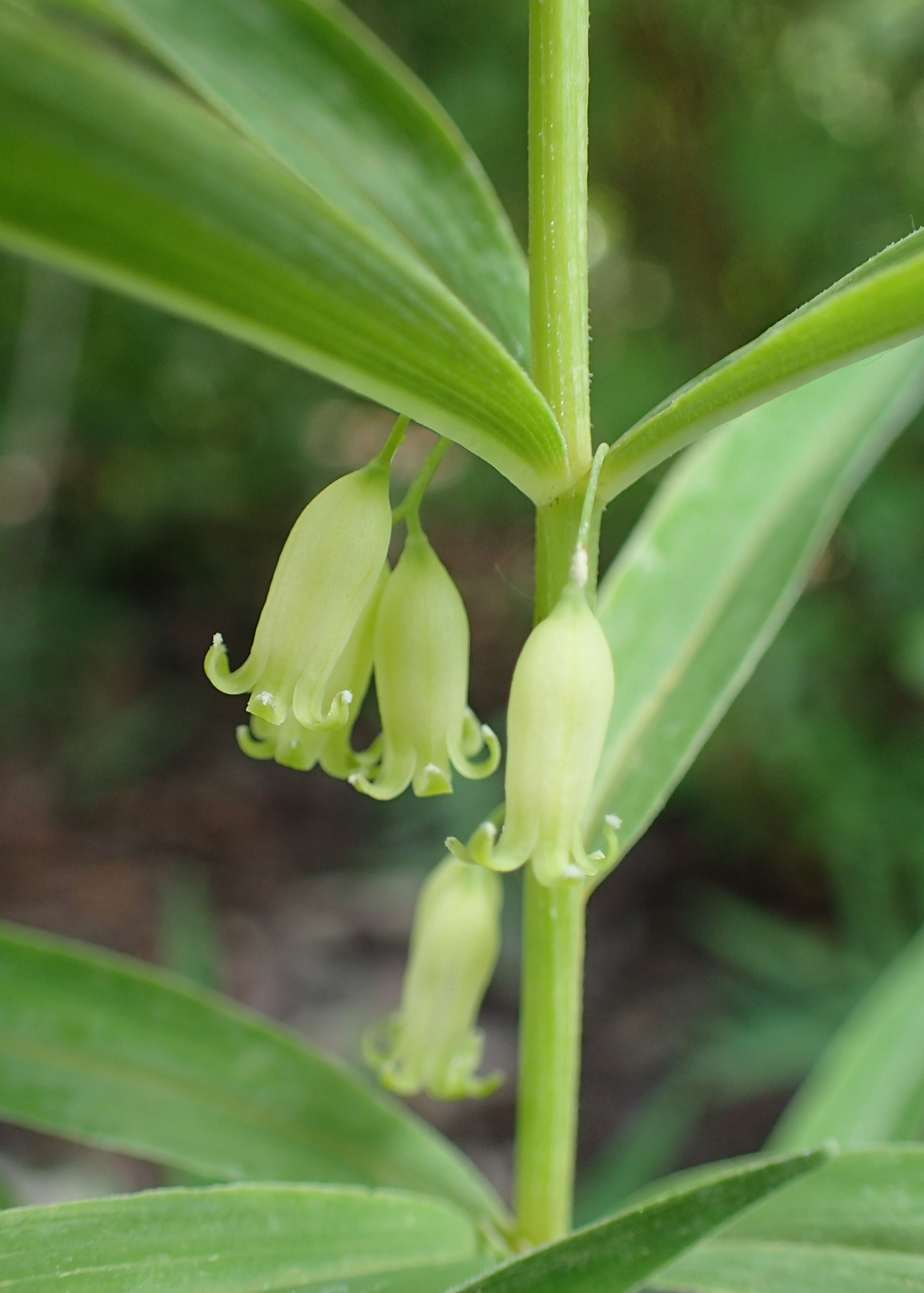
Stängel, Blattquirl und Blüten

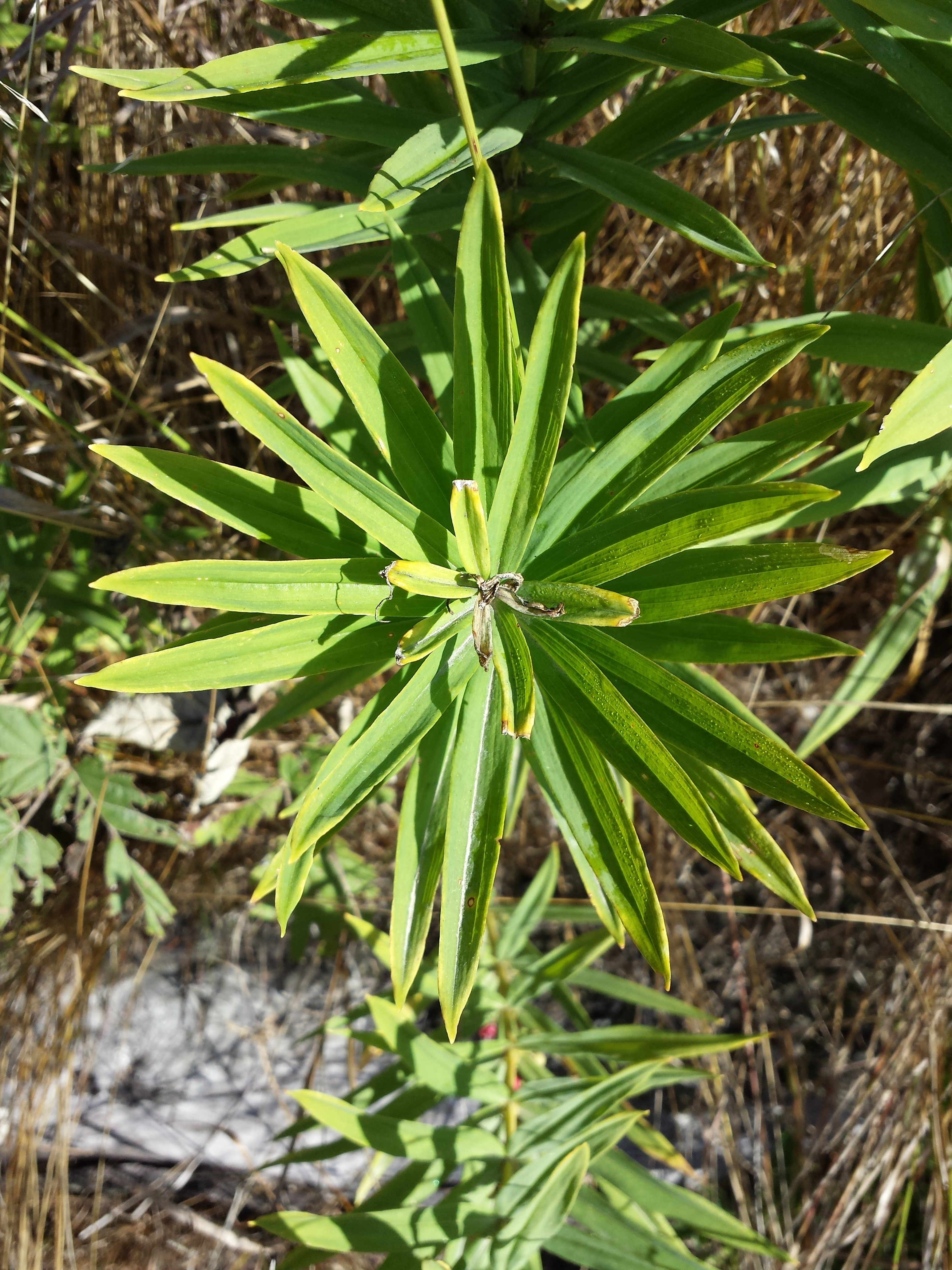
Quirlständig angeordnete Laubblätter von oben gesehen

### Vegetative Merkmale
Die Quirlblättrige Weißwurz wächst als ausdauernde krautige Pflanze, die Wuchshöhen von 30 bis 70, selten bis zu 100 Zentimetern erreicht. Als Überdauerungsorgane werden dicke, fleischige Rhizome gebildet. Der aufrechte, unverzweigte Stängel ist rund oder kantig. Die Laubblätter sind in Quirl gleichmäßig am Stängel verteilt. Jeder Quirl umfasst drei bis sieben oder acht Laubblätter. Die einfache, ganzrandige, kahle Blattspreite ist bei einer Länge von 5 bis 15 Zentimetern schmal-linealisch mit spitzem oberen Ende. Die Blattoberseite ist hellgrün und die -unterseite blaugrün.

### Generative Merkmale
Die Blütezeit reicht von Mai bis Juni. Je meist zwei bis fünf, selten bis zu sieben oder nur eine dünn gestielte, hängende Blüten sind in blattachselständigen traubigen Teilblütenständen angeordnet.
Die zwittrige Blüte ist dreizählig. Die sechs weißen Perigonblätter sind zu einer etwa 1 Zentimeter langen Röhre verwachsen. Die Blüten sind bei einer Länge von 7 bis 10 Millimetern sowie Durchmesser von etwa 3 Millimetern relativ.
Die dreifächerigen Beeren sind erst rot mit dunklen schwarzen Punkten, später schwarzblau.
Die Chromosomenzahl beträgt 2n = 28.

## Inhaltsstoffe und Giftigkeit
Alle Pflanzenteile sind giftig, insbesondere die Beeren.

## Ökologie
Die Quirlblättrige Weißwurz ist ein Geophyt.
Wegen der relativ kurzen Kronröhre erfolgt die Bestäubung außer durch Hummeln auch durch langrüsselige Bienen und durch kleinere Falter.

## Vorkommen
Das Areal dieser praealpin verbreiteten Art erstreckt sich vom Polarkreis in Norwegen über Zentraleuropa, Kleinasien, den Kaukasusraum bis nach Afghanistan. Die Quirlblättrige Weißwurz kommt fast in ganz Europa vor, fehlt in Großbritannien und Irland und ist auf der Iberischen Halbinsel auf die Gebirge beschränkt.
Die Quirlblättrige Weißwurz gedeiht am besten auf lehmigen Böden mit reichlicher Beimischung von nicht allzu gut zersetztem Humus. Dadurch reagiert der Boden schwach sauer und bleibt oft locker. Luftfeuchtigkeit am Standort ist vorteilhaft. Als Standorte bevorzugt die Art Laub- und Nadelwälder, vor allem in den Tälern der Mittelgebirge, aber auch in luftfeuchten Hangwäldern. sie ist vorwiegend in schattigen Wäldern zu finden.
In Mitteleuropa kommt sie besonders in montanen Fageten, außerdem im Alnetum incanae und in Gesellschaften des Adenstylion vor.
In den Alpen steigt die Quirlblättrige Weißwurz bis in Höhenlagen von über 2000 Metern und gedeiht dort gelegentlich auch auf schattigen Matten und Wiesen. In den Allgäuer Alpen steigt sie in Vorarlberg an den Ochsenhofener Köpfen in Höhenlagen von bis zu 1950 Metern auf.
Sie meidet ausgesprochene Wärme- und Trockengebiete. Im Tiefland und in den tieferen Lagen der Mittelgebirge kommt sie nur vereinzelt vor, und in weiten Gebieten Mitteleuropas fehlt sie; sonst tritt sie zerstreut auf und bildet meist kleinere, oft lockere Bestände.
Die ökologischen Zeigerwerte nach Landolt et al. 2010 sind in der Schweiz: Feuchtezahl F = 3+w (feucht aber mäßig wechselnd), Lichtzahl L = 2 (schattig), Reaktionszahl R = 3 (schwach sauer bis neutral), Temperaturzahl T = 2+ (unter-subalpin und ober-montan), Nährstoffzahl N = 3 (mäßig nährstoffarm bis mäßig nährstoffreich), Kontinentalitätszahl K = 2 (subozeanisch).

## Taxonomie
Die Erstveröffentlichung erfolgte unter dem Namen (Basionym) Convallaria verticillata durch Carl von Linné. Die Neukombination zu Polygonatum verticillatum (L.) All. wurde 1785 durch Carlo Allioni in Flora Pedemontana sive Enumeratio Methodica Stirpium Indigenarum Pedemontii, 1, S. 131 veröffentlicht.

## Verwendung
Die stärkereichen unterirdischen Pflanzenteile können gekocht gegessen werden. Junge Pflanzenteil können wie Spargel zubereitet werden. Ähnlich verwendet wird Polygonatum odoratum.

## Trivialnamen
Andere deutsche Bezeichnungen sind oder waren Blutwurz (Augsburg), Wilder Dreyocker (Schlesien), Schlangenkraut (Schlesien) und Weisswurz.